# Rue Guillaume Dekelver
 (août 2022).
Si vous disposez d'ouvrages ou d'articles de référence ou si vous connaissez des sites web de qualité traitant du thème abordé ici, merci de compléter l'article en donnant les références utiles à sa vérifiabilité et en les liant à la section « Notes et références ».
La rue Guillaume Dekelver est une voie bruxelloise de la commune d'Auderghem qui  relie l'avenue Louis Clesse à la rue Maurice Charlent sur une longueur de 190 mètres. La numérotation des habitations va de 1 à 61 pour le côté impair et de 2 à 58 pour le côté pair.

## Historique et description
Cette rue est située dans ce qu'on appelait jadis le Roodenbergveld où les Briqueteries Silico-Calcaires d'Auderghem furent actives pendant longtemps.
Le 20 avril 1928, le collège a décidé de donner le nom de Thomas Balis à ce chemin. Ses parents demandaient d'y renoncer vu que sa dépouille mortelle n'avait toujours pas été retrouvée. Le collège proposa alors le nom de « rue  Guillaume Dekelver ».

### Origine du nom
Elle honore Guillaume Dekelver originaire d'Auderghem, combattant de la première Guerre mondiale né le 19 avril 1864, mort de ses blessures à hôpital militaire de Hoogstade à l'âge de 51 ans, dont les restes ont été inhumés solennellement au cimetière communal, le 11 décembre 1921.

## Situation et accès
| ___ | Ce site est desservi par la station de métro : Delta. |

## Inventaire régional des biens remarquables
- Premier permis de bâtir délivré pour le n° 51.